# Hasenauer (Adelsgeschlecht)

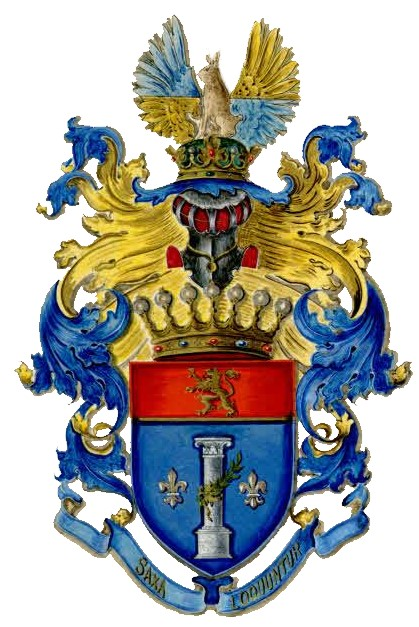
Wappen der Freiherren von Hasenauer (1873)

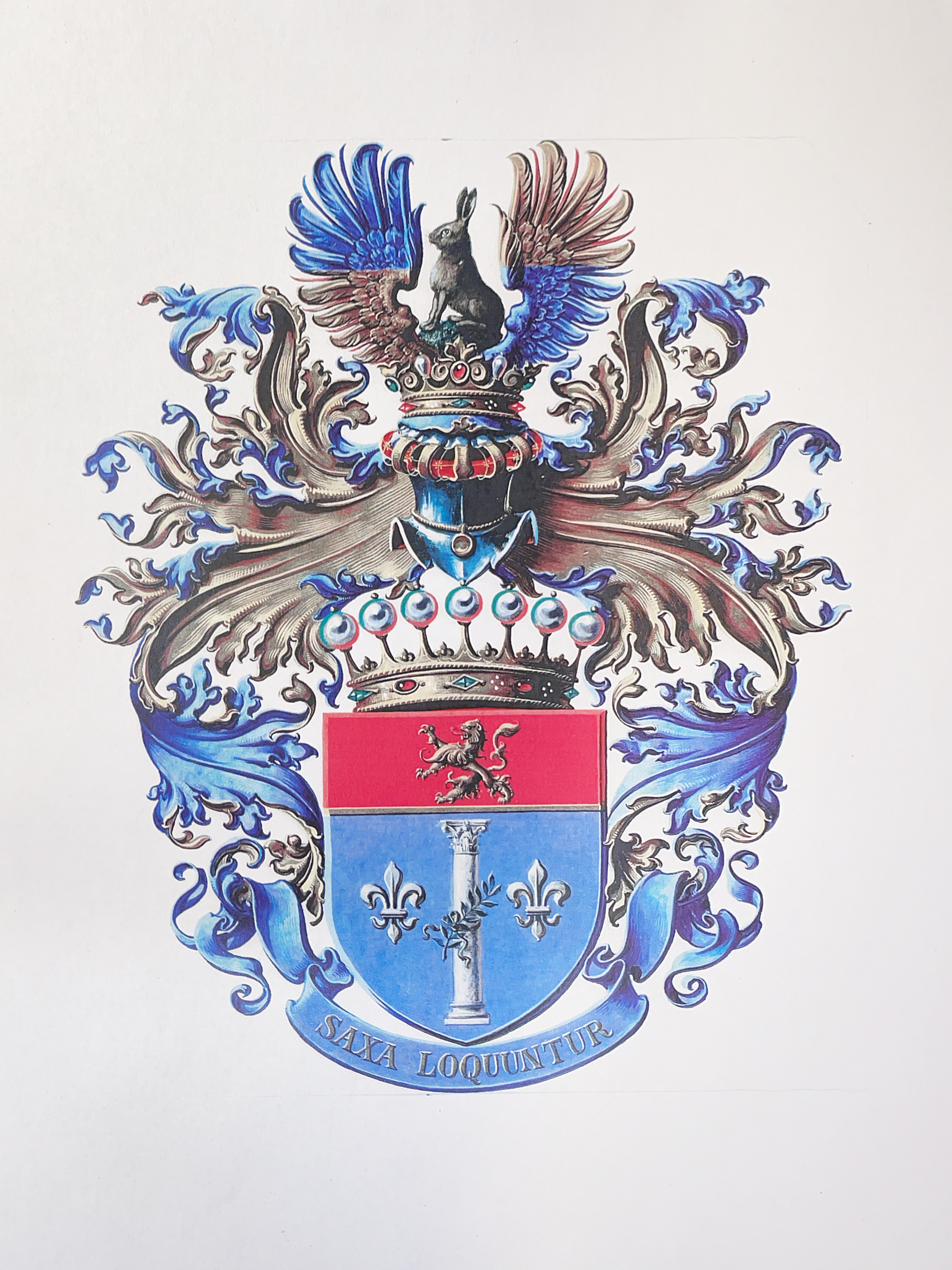
Wappen derer von Hasenauer

Hasenauer ist der Name eines ehemaligen österreichischen Adelsgeschlechts. Die Familie wurde 1873 in den Freiherrenstand erhoben.

## Geschichte
Carl von Hasenauer war ein bedeutender Architekt des 19. Jahrhunderts. Bekannt wurde er vor allem durch einige Ringstraßenbauten, so war er der Architekt des Natur- und des Kunsthistorischen Museums in Wien (1871–1891), des Burgtheaters (1874–1888), des Semperdepots und der Neuen Hofburg (1881–1894, vollendet 1913) wie auch der von ihm entworfenen Wohnbauten Palais Lützow (1870) und Hermesvilla (1882–1886). Hasenauer war auch bei den Weltausstellungsbauten in Paris (1867) und Wien (1871–1873) beteiligt. Für die Weltausstellung 1873 in Wien plante Carl von Hasenauer die Rotunde und wurde somit auch zum Chefleiter des Baues ernannt. Des Weiteren half Hasenauer bei der Gestaltung des Tegetthoff-Denkmals am Praterstern (1879–1885) und war am architektonischen Teil des Grillparzer-Denkmals im Volksgarten in Wien beteiligt (1889). Die Familie Hasenauer ist am Wiener Zentralfriedhof in einem Ehrengrab beigesetzt, Gruppe 32A, Nummer 33.
Als Dankeschön für die wichtigen Bauten, die er für die Stadt Wien baute, wurde er 1873 in den Freiherrenstand erhoben.
Darüber hinaus wurde zu seinen Ehren die Hasenauerstraße im Wiener Cottage benannt, die sich über die Wiener Bezirke Döbling (19.) und Währing (18.) erstreckt.

## Wappen
Das Wappen der Familie Hasenauer ist wie folgt gestaltet: Ein blauer Schild mit einem roten, unten durch einen goldenen Faden begrenzten Schildhaupt, in welchem ein goldener, rot bezungter Löwe erscheint. Im Schild ist eine weiße Marmorsäule korinthischer Ordnung, in ihrer Mitte geziert durch einen schräg links aufsteigenden, mit einem goldenen Band befestigten Lorbeerzweig und jederseits von einer silbernen Lilie begleitet. Auf dem Hauptrande des Schildes ruht die Freiherrnkrone mit einem darauf ins Visier gestellten Turnierhelm, dem blaue mit Gold unterlegte Decken umgeben. Aus der hellen Krone erhebt sich zwischen einem offenen, rechts von Blau über Gold und Links abgewechselt quer geteilten Adlerflügeln ein grüner Hügel, auf welchem ein natürlicher Feldhase sitzt. Unterhalb des Schildes verbreitet sich ein blaues Band mit der Devise „Saxa Loquuntur“ („Die Steine sprechen“) in goldener Lapidar-Schrift.

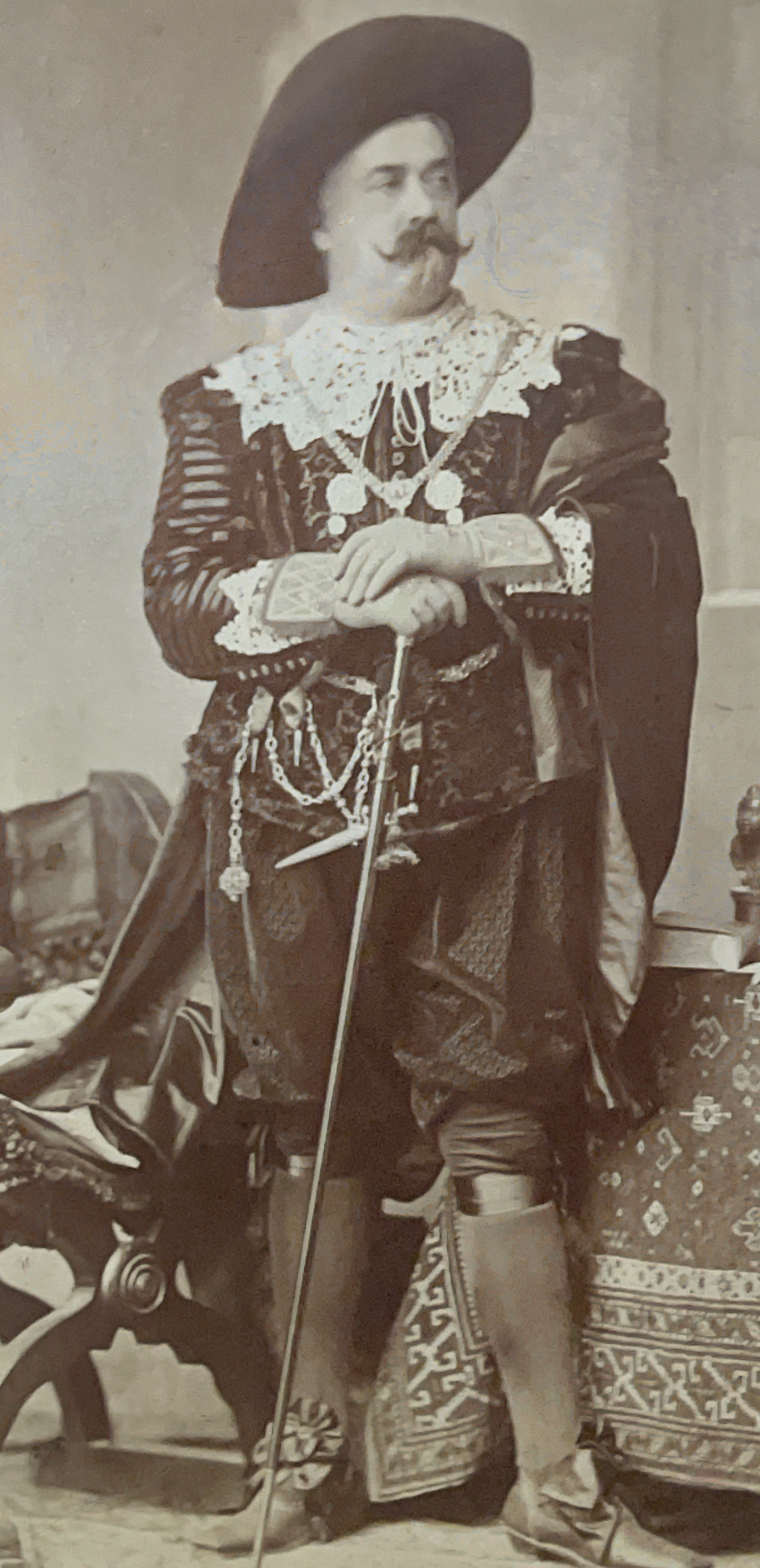
Freiherr Carl von Hasenauer

## Familienzweig
Carl von Hasenauer (1833–1894) ⚭ (1863) Victoire Baronin Genotte von Merkenfeld; ihre Nachkommen:
1. Richard Freiherr von Hasenauer (* 1867)
2. Therese (Risa) Freiin von Hasenauer (* 1871), verheiratete Traenke
3. Karl Freiherr von Hasenauer (* 1881)